# سهلة (الدوادمي)
سهلة، هي قرية من فئة (ب) تقع في محافظة الدوادمي، والتابعة لمنطقة الرياض في السعودية. وتبعد سهلة عن محافظة الدوادمي بمسافة تقارب () كم.